# Никитюк, Яков Степанович
Я́ков Степа́нович Никитю́к (1873 — 1933) — член III Государственной думы от Волынской губернии, крестьянин.

## Биография

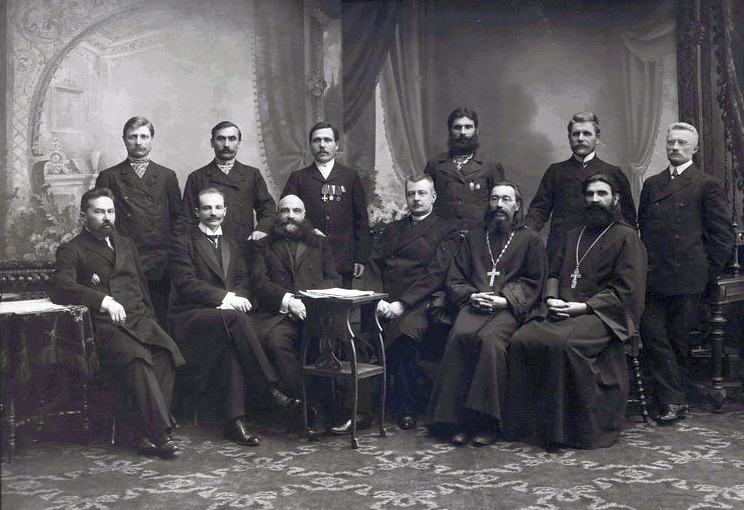
Депутаты Государственной думы Российской империи III созыва от Волынской губернии. Стоят: Клименко Т. И., Андрейчук М. С., Никитюк Я. С., Данилюк Я. Г., Герасименко Е. В., Березовский П. В.; сидят: Клопотович В. Ф., Шульгин В. В., Беляев Г. Н., Волконский В. В., Кириллович Д. Ф., Баранович Д. Я.

Православный, крестьянин деревни Каменки Славутской волости Заславского уезда.
Учился в церковно-приходской школе. Был на военной службе.
Научился грамоте в учебной команде 5-го Восточно-Сибирского полка. Участвовал в Китайской кампании 1900—1901 годов, за отличия при взятии крепости Хунгуна и Пекина был награждён Георгиевским крестом 4-й степени. В русско-японскую войну был призван из запаса и состоял в 20-м пехотном Галицком полку. Вышел в отставку старшим унтер-офицером.
Занимался земледелием (3 десятины). Состоял членом Почаевского отдела Союза русского народа.
В 1907 году был избран в члены III Государственной думы от Волынской губернии съездом уполномоченных от волостей. Входил во фракцию правых, с 5-й сессии — в группу беспартийных. Состоял членом комиссий: по переселенческому делу, сельскохозяйственной и продовольственной.
По некотором данным, умер от тифа в 1933 году. Был женат. От брака имел сына  Виктора   (1905(?)—1983). Сын Виктор работал бухгалтером в колхозе "Путь Ильича" в Хмельницкой области, Славутский район, с. Цветожа. Был женат, имел 6 детей, двое умерли в детстве. Внуки проживают на Украине, Санкт-Петербурге, Брянске.